# 毛姓
毛姓，漢姓之一，出自於周朝姬姓，在《百家姓》中排名第106。2007年毛姓人口在中国大陆排名第87。

## 起源

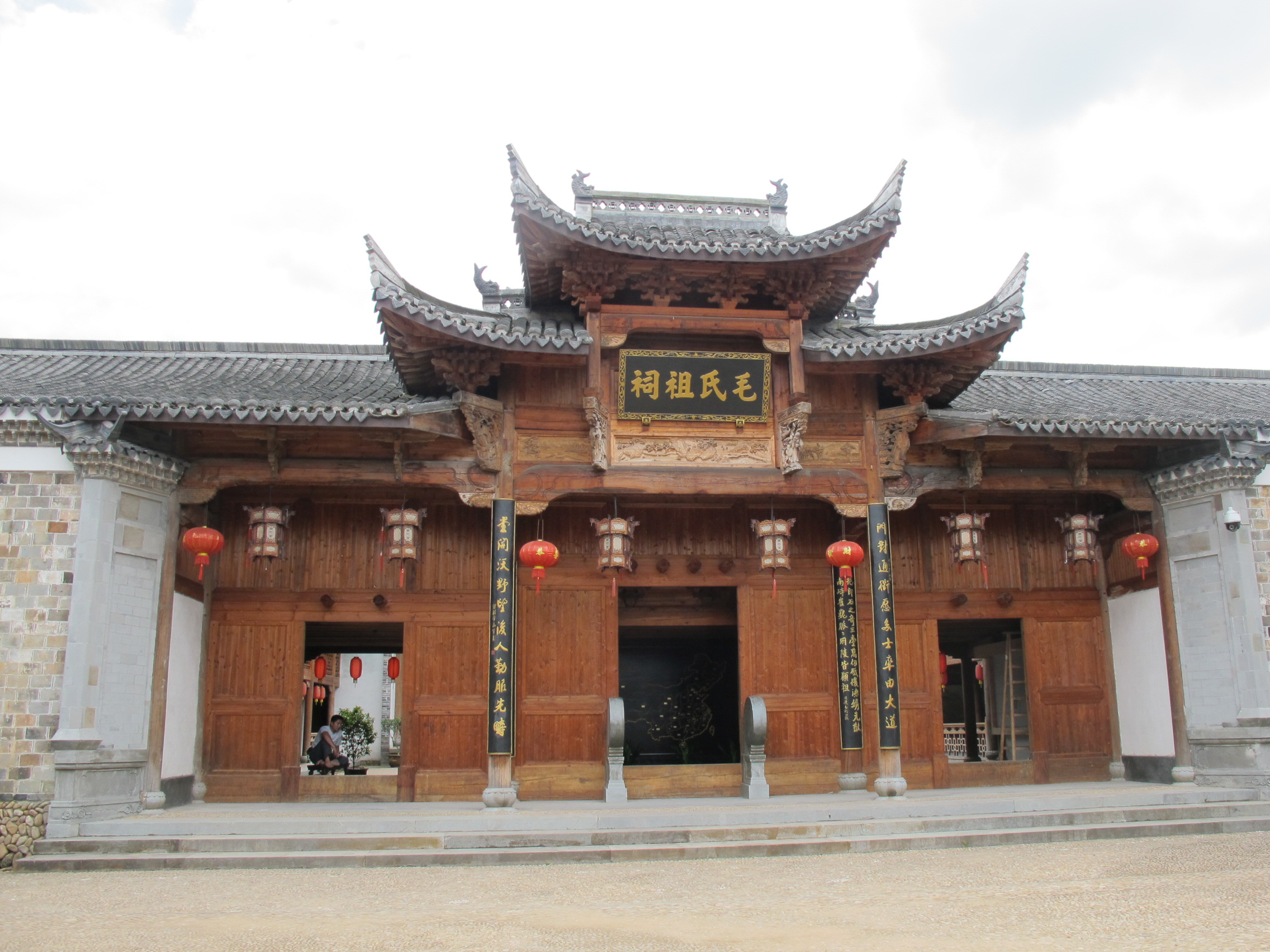
浙江江山清漾村毛氏祖祠

- 源自姬姓，以国为氏，周文王之子毛叔郑被封在毛国，以国为氏，遂为毛氏。
- 源于氐族，属于汉化改姓为氏。如前秦的太傅毛贵，平东将军、兖州刺史毛盛，梁州刺史毛当，河州刺史和都督河、秦二州诸军事的抚军将军毛兴，毛兴之女毛氏是前秦王苻登之妻，称为毛皇后；前秦高陵氐酋毛嵩、毛受。西魏毛遐，又名毛鸿运，北地郡三原人，世为酋帅，官至骠骑将军、仪同三司，其弟毛鸿宾，官岐州刺史，孝明帝时因毛遐与毛鸿宾兄弟战功卓著，特改北地为北雍州，以毛鸿宾为刺史；另毛鸿显系毛遐乳母之子，劲悍多力，随毛遐，毛鸿宾战斗，多冲锋陷阵，官位散骑常侍，封县侯，后为广州刺史。
- 源于回族，属于汉化改姓为氏。《明史》记载：毛忠，字允诚，初名哈喇，西陲人。曾祖哈喇歹在明洪武初归附，起行伍为千户，战死；其祖父拜都从征哈密，亦战死；其父宝以骁勇充任总旗，曾官至永昌百户。毛忠，公元1394～1468年，初名哈喇，西域回回人，能征善战，为明军将领，常从明成祖朱棣北征。明宣德中出征边外，官至指挥同知。明正统三年(公元1438年)，哈喇与都督蒋贵率军征讨鞑靼部阿鲁台所部尕儿只伯，大获全胜，因功升都指挥佥事。明正统十年(公元1445年)，哈喇以守边长达十年有功，明英宗朱祁镇为表彰他，特赐予毛氏。第二年晋升为指挥使。明正统十三年又赐其名为忠，从此称毛忠。
- 源于蒙古族，属于汉化改姓为氏。1.出自蒙古族毛胜，公元1403～1460年，原名福寿，是元朝右丞相伯卜花的孙子，后归附明朝，明成祖特赐予毛氏，其后裔子孙多称毛氏。2.蒙古族毛里孩，原是蒙古族鞑靼部落酋长，明宪宗以其名谐音赐汉姓毛氏，其后裔子孙多称毛氏。
- 源于其他少数民族，今苗族、傣族、彝族、高山族、布依族、满族、佤族、土家族等少数民族中，均有毛氏族人分布，多为明、清时期改土归流运动中改汉姓为毛氏。

## 郡望堂號

### 郡望
- 西河郡
- 荥阳郡
- 北地郡
- 河阳郡：即浔阳郡

### 堂号
- 西河堂：以望立堂。
- 荥阳堂：以望立堂。
- 河阳堂：以望立堂，亦称浔阳堂。
- 北地堂：以望立堂。
- 舌师堂：战国时平原君有食客毛遂。

## 延伸阅读
[在维基数据编辑]
 《百家姓》
 《欽定古今圖書集成·明倫彙編·氏族典·毛姓部》，出自陈梦雷《古今圖書集成》